# Kaple Bolestné matky Boží (Olivětín)
Kaple Bolestné matky Boží je římskokatolická kaple v Olivětíně, části města Broumova. Patří do farnosti Broumov. Kaple stojí v centru obce vedle pivovaru, při silnici 303 směrem na Janovičky. Kaple není přístupná. Je chráněna jako kulturní památka České republiky.

## Historie
Od roku 1601 stávala na místě dnešní kaple původní kaple dřevěná. Zděnou kapli nechal v roce 1701 vystavět opat broumovského kláštera Otmar Daniel Zinke. Autorství kaple bylo tradičně připisováno Kryštofu Dientzenhoferovi, ale je to nepravděpodobné, neboť Dientzenhofer byl stálým architektem opata až od roku 1710. Přestavba kaple proběhla v roce 1753.

## Architektura
Barokní čtvercová stavba se čtyřbokou vížkou nad kněžištěm. Střecha je mansardová. Na klenbě je nástropní malba Nanebevstoupení pravděpodobně z Fuhrichovy dílny. Hlavní oltář je tvořen sousoším Kalvárie, pocházejícím z broumovského kostela sv. Kříže, který byl zrušen v roce 1791. Reliéf Kristus na Olivetské hoře z konce 17. století je za oltářem.

## Bohoslužby
Pravidelné bohoslužby se nekonají.